# Michael Kjeldsen
Michael Kjeldsen (13 de noviembre de 1962) es un deportista danés que compitió en bádminton, en las modalidades individual y dobles.
Ganó dos medallas de bronce en el Campeonato Mundial de Bádminton, en los años 1985 y 1987, y cuatro medallas en el Campeonato Europeo de Bádminton, en los años 1986 y 1988.

## Palmarés internacional
| Campeonato Mundial | Campeonato Mundial     | Campeonato Mundial | Campeonato Mundial |
| Año                | Lugar                  | Medalla            | Prueba             |
| ------------------ | ---------------------- | ------------------ | ------------------ |
| 1985               | Calgary (Canadá)       | Medalla de bronce  | Dobles             |
| 1987               | Pekín (China)          | Medalla de bronce  | Dobles             |
| Campeonato Europeo |                        |                    |                    |
| Año                | Lugar                  | Medalla            | Prueba             |
| 1986               | Uppsala (Suecia)       | Medalla de bronce  | Individual         |
| 1986               | Uppsala (Suecia)       | Medalla de bronce  | Dobles             |
| 1988               | Kristiansand (Noruega) | Medalla de oro     | Dobles             |
| 1988               | Kristiansand (Noruega) | Medalla de bronce  | Individual         |